# Papa-moscas-estrela
Falso-tódi-tesoura ou papa-moscas-estrela (Hemitriccus furcatus) é uma espécie de ave da família Tyrannidae.
É endémica do Brasil.
Os seus habitats naturais são: florestas subtropicais ou tropicais húmidas de baixa altitude e regiões subtropicais ou tropicais húmidas de alta altitude.
Está ameaçada por perda de habitat.